# Prix Gay-Lussac Humboldt
Ne doit pas être confondu avec Prix Humboldt ou Chaire Humboldt.
Pour les articles homonymes, voir Prix, Gay-Lussac et Humboldt.
Le prix Gay-Lussac Humboldt est un prix « créé en 1981 par les gouvernements français et allemand, en vue de récompenser chaque année jusqu'à cinq scientifiques de très haut niveau de l'une et l'autre nationalité, qui se distinguent par la qualité de leurs travaux et leur contribution au renforcement des liens de coopération entre les deux pays ». Initialement, ce prix portait le nom de Humboldt. Pour éviter la confusion, le prix porte le double nom Gay-Lussac Humboldt depuis 1997. Sur le site de la Fondation von Humboldt, les chercheurs français récompensés dans le cadre du dispositif Gay-Lussac Humboldt sont reconnus comme récipiendaires du prix Humboldt (Humboldt-Forschungspreis en allemand, Humboldt Research Award en anglais).

Logo du prix Gay-Lussac Humboldt.

## Critères de nomination
Du côté français, le prix figure parmi les prix internationaux de l'Académie des sciences. Le ministère de l'Enseignement supérieur et de la Recherche délivre ce prix chaque année. À partir de 2011, deux prix d'un montant de 60 000 euros chacun sont remis à des scientifiques allemands de renommée internationale, dont les candidatures sont proposées par les partenaires français avec lesquels ils ont développé ou projettent de développer une coopération. Ces prix sont attribués de préférence à deux scientifiques de profils différents, chercheur confirmé et jeune chercheur. Ce prix est décerné avec le concours de l'Académie des sciences - Institut de France.
La Fondation Alexander von Humboldt, pour sa part, décerne le prix Gay-Lussac Humboldt, également doté d'un montant de 60 000 euros, à des scientifiques français avec l'objectif de conduire un projet de recherche à long terme en coopération avec leurs collègues en Allemagne. Les candidatures sont présentées par des scientifiques allemands expérimentés. Le prix Gay-Lussac Humboldt s'inscrit dans le cadre général du programme du prix scientifique "Alexander von Humboldt" que la Fondation décerne à des étrangers de tout premier plan, dans toutes les disciplines. Jusqu'à 100 prix scientifiques "Alexander von Humboldt" sont ainsi décernés chaque année à des chercheurs internationaux dont les travaux ou les découvertes infléchissent significativement et durablement leur domaine, et dont on peut attendre des résultats de premier plan à l'avenir.
Le prix doit son double nom à Alexandre de Humboldt et à Louis-Joseph Gay-Lussac qui sont choisis comme modèles de la coopération scientifique internationale et de l'amitié dépassant les frontières. À ce propos, on évoque la collaboration entre ces deux chercheurs en 1805-1806 : au retour de son long voyage en Amérique, Alexander von Humboldt (1769–1859) fait la connaissance de Louis-Joseph Gay-Lussac (1778–1850) à la Société d'Arcueil et à l’École polytechnique. C'est là qu'ils mènent en commun des expériences qui conduisent Gay-Lussac à la découverte de sa deuxième loi, concernant les rapports des substances en forme gazeuse. Humboldt prépare ensuite un autre voyage de recherche à travers l'Europe, pour mesurer de façon systématique le magnétisme terrestre. Il demande à Gay-Lussac de l'accompagner dans ce qui doit durer une petite année. Les deux scientifiques procèdent à des mesures dans plus de quarante localités, surtout à Lyon, sur le massif du Mont-Cenis, à Rome et à Naples, sur le Vésuve dont ils ont fait six fois l'ascension et dont ils ont observé l'éruption d'août 1805, au massif du Saint-Gothard, à Tübingen, Heidelberg, Göttingen et Berlin. Au retour, le 8 septembre 1806, ils publient leurs observations sur l'intensité et l'orientation des forces magnétiques.

## Lauréats récents du prix Gay-Lussac Humboldt
La liste complète des lauréats du prix Gay-Lussac Humboldt est consultable à partir du site du ministère.

### Avant 2009
1993 :
- Claude Bardos

2000 :
- Dominique Vautherin, physique des particules, Université Pierre-et-Marie-Curie – Paris 6

2002 :
- Hans Föllmer, mathématiques

2009 :
- Jean-Pierre Jacquot, biochimie, université Nancy-I
- Marc Mézard, physique, CNRS, université Paris-11
- Thomas Nicolas Zemb, chimie, CEA, Marcoule
- Martin Möller, mathématiques
- Hartmut Herrmann, chimie, Leibniz-Institut Leipzig
- Roland Netz,  Technische Universität München
- Claus M. Schneider, physique du solide
- Rainer Schröder (de), droit civil, Humboldt-Universität Berlin

### 2010-2019
2010 :
- Anne-Laure Boulesteix, biostatistique, Universität München
- Daniel Schönpflug, histoire, FU Berlin, Marc-Bloch-Zentrum Berlin
- Volker Schomerus (de), physique théorique, Deutsches Elektronen-Synchrotron DESY (Hambourg)
- Karsten Suhre, bioinformatique, Ludwig-Maximilians-Universität München, Helmholtz-Zentrum Munich
- Konrad Vössing, histoire ancienne, Universität Bonn
- Constantin Bachas, physique théorique, École normale supérieure, Paris et CNRS
- Joseph Zyss, optique, École normale supérieure de Cachan
- Vitalyi Gusev, physique des semi-conducteurs, université du Maine
- Yves Bréchet, science des matériaux, Grenoble INP

2011 :
- Matthias Beller (de), chimie, Leibniz-Institut für Katalyse Rostock
- Karl-Josef Dietz, biochimie, Universität Bielefeld
- Michel Espagne, germaniste, CNRS et École normale supérieure
- Vladimir Fateev, physique, CNRS et université Montpellier-2
- Hubert Garavel, informatique, CNRS, Université Joseph Fourier, université Pierre-Mendès-France, université Stendhal
- Pascal Richet, physique, Institut de Physique du Globe de Paris
- Christophe Salomon, physique, CNRS, École normale supérieure et université Pierre-et-Marie-Curie

2012 :
- Élisabeth Giacobino, physique des lasers, optique, CNRS,
- Jean-Michel Raimond, physique, mécanique quantique, université Pierre-et-Marie-Curie,
- Hermann Nicolai (de), physique théorique, Max-Planck Institut Potsdam-Golm.
- Hendrik Ziegler (de), histoire de l'art, spécialiste des relations culturelles franco-allemandes, Universität Hamburg

2013 :
- Oliver Eickelberg (de), pneumologie, Centre Helmholtz et Université Ludwig-Maximilian, Munich
- Alois Fürstner (de), chimie, Max-Planck-Institut für Kohlenforschung, Mühlheim/Ruhr et Université de Dortmund
- Carmen Buchrieser (de), biologie, CNRS et Institut Pasteur
- Michel Delon, littérature, CNRS, université Paris-Sorbonne
- Emilian Dudas, physique théorique, CNRS, École polytechnique
- Christian Henriot, histoire, CNRS, École normale supérieure de Lyon, Institut d'études politiques, université Lyon-2
- Mir Wais Hosseini, chimie, CNRS, université de Strasbourg
- Costas Kounnas, physique théorique, École normale supérieure de Paris, université Pierre-et-Marie-Curie, CNRS
- Nikolaï Nadirashvili, mathématiques, université d'Aix-Marseille, École centrale de Marseille
- Roger Ohayon, mécanique des structures, Conservatoire national des arts et métiers
- Alain Pumir, physique, École normale supérieure de Lyon, CNRS
- Alexandre Tsybakov, économie, université Pierre-et-Marie-Curie

2014, :
- Werner Kunz, directeur de l'Institut de chimie physique et théorique et du Centre de chimie verte Carl-von-Carlowitz de l'université de Ratisbonne
- Volker Meyer, Département Économie du Centre Helmholtz pour la recherche sur l'environnement (Umweltforschungszentrum UFZ) à Leipzig
- Albert Fert, directeur scientifique au sein de l'Unité mixte de physique CNRS/Thales/Université Paris Sud, membre de l'Académie des sciences et prix Nobel de physique en 2007
- Thomas Keller, professeur à l'université de Provence, université Aix-Marseille I, Centre des Lettres et Sciences Humaines, Département d’Études Germaniques
- Nicolas Rouhier, professeur à l'université de Lorraine, unité mixte de recherche INRA/université de Lorraine Interactions Arbres/Micro-organismes.

2015 :
- Markus Antonietti (de), directeur de l'Institut Max-Planck de recherche sur les colloïdes et interfaces à Potsdam et professeur à l'université de Potsdam.
- Stephan Schlemmer, professeur de physique, responsable du groupe Astrophysique de laboratoire à l'université de Cologne.
- Jocelyn Benoist, professeur de philosophie à l'université Paris 1 Panthéon-Sorbonne et Institut des sciences juridiques et philosophique de la Sorbonne.
- Papa Samba Diop, professeur de littérature francophone à l'université Paris-Est Créteil (Val-de-Marne), Laboratoire de recherche lettres, idées, savoirs.
- Cordelia Schmid, directrice de recherche en informatique à l'Inria, responsable, au Centre Inria Grenoble Rhône-Alpes, de l'équipe-projet LEAR (Learning and Recognition in Vision) - Inria, Laboratoire Jean Kuntzmann, CNRS, université Grenoble Alpes.

2016 :
- Hermann Matthies, directeur de l’Institut für Wissenschaftliches Rechnen à la Technische Universität Braunschweig.
- Albrecht Poglitsch, chercheur à l'Institut Max-Planck de physique extraterrestre de Garching bei München.

2017 :
- Susanne Rau, historienne, professeure des universités, vice-présidente recherche de l’Université d’Erfurt ;
- Johannes Orphal (en), spécialiste du climat, professeur des universités au Karlsruher Institut für Technologie, directeur de l’Institut de météorologie et de recherche sur le climat (IMK).

2018 :
- (Pas de prix)

2019 :
- Olivier Allix, professeur de classe exceptionnelle en génie mécanique à l’ENS Paris-Saclay
- Arthur Jacobs, Université de Berlin ;
- Frank Glorius, Université de Münster
- Alexandre Bouzdine, Université de Bordeaux.

### Depuis 2020
2020 :
- Thomas Henning, Institut Max-Planck d'astronomie
- Jérôme Casas, professeur de classe exceptionnelle université de Tours[11]
- Dominique Chatain, Centre Interdisciplinaire de Nanoscience de Marseille (CINaM)

2021 :
- Carlo Ossola[12].
- Véronique Gayrard, mathématicienne, directrice de recherche au CNRS[13].

2022 :
- Xiaonan Ma[14].
- Stefanie Hahmann, Grenoble INP

2023 :
- Gisèle Sapiro[15].

2024 :
- Élisabeth Guazzelli, physicienne en mécanique des fluides, Université Paris-Cité[16],[17]